# Tachykardie
Tachykardie (tachyarytmie) je zvýšená tepová frekvence. Jedná se o kompenzační reakci srdce na různé podněty. Jako patologický jev ji hodnotíme, pokud je neúměrná situaci (většinou v klidu). Opakem tachykardie je bradykardie – snížená tepová frekvence.
O tachykardii mluvíme tehdy, pokud je aktuální tepová frekvence vyšší, než je typické pro danou věkovou a výkonnostní kategorii. V klidu u dospělého muže o ní hovoříme nad 90 tepů za minutu, u ženy nad 100 tepů za minutu (arbitrárně stanoveno).
Tachykardie vzniká při tělesné zátěži (například při sportu) nebo při rozčilení – stresu.
Může být i příznakem nějaké choroby – horečky, chudokrevnosti (anemie), poruch štítné žlázy, srdečního selhání, některých otrav (atropin, kokain, ...), ale i pití kávy, černých a zelených čajů a všech nápojů, které obsahují kofein.
Neúměrná tachykardie má negativní důsledky. Snižuje účinnost čerpání krve srdečním svalem, který se za tak krátkou dobu nestihne naplnit krví. Při zvýšené práci se zvyšuje spotřeba kyslíku v samotném srdečním svalu; to může u člověka, který již trpí nějakou kardiovaskulární chorobou, a tudíž srdeční sval nemá dostatečné zásobování okysličenou krví, vést i k infarktu.